# Боос-Местечкина, Эльфрида
Эльфрида Боос-Местечкина (англ. Elfrieda Bos Mestechkin, в некоторых источниках Босс, урождённая Эльфрида Герардовна Боос; 1888 — 29 июля 1963, Нью-Йорк) — российская и американская скрипачка и музыкальный педагог.
В 1904—1908 гг. училась в Санкт-Петербургской консерватории у Леопольда Ауэра, окончив курс с малой золотой медалью. Уже студенткой была замечена критикой: «Такое естественное, почти законченное, свободное от вычурностей виртуозной жеманности, изящное и красивое по тону и по технике исполнение, какое показала г-жа Боос, говорит, что перед нами стоит настоящая артистическая натура, способная на очень и очень незаурядное развитие», — отмечала «Русская музыкальная газета».
Вышла замуж за своего соученика Якова Местечкина, выступала вместе с ним в различных камерных ансамблях (в частности, как вторая скрипка в струнном квартете), — пресса не прошла мимо исполнения ими в Петербурге в 1911 году струнного квартета Мориса Равеля. Также концертировала вместе с пианисткой Ниной Плещеевой, друг юности Михаила Булгакова Александр Гдешинский вспоминал Эльфриду Боос среди наиболее ярких солистов-гастролёров в предреволюционном Киеве.
В 1919 году вместе с мужем отправилась в гастрольную поездку в Китай и Нидерландскую Индию в составе еврейского камерного секстета «Зимро» под руководством Семёна Беллисона, после чего Местечкины обосновались в США. Эльфрида Боос-Местечкина продолжила выступать в различных камерных составах — в том числе вместе с мужем (в ряде случаев к ним присоединялся виолончелист Гдаль Залесский). В 1925—1927 гг. она играла вторую скрипку в струнном квартете под руководством Мэри Хертер Нортон, затем выступала в составе Французского трио (с арфисткой Л. Савицкой-Айвазовой и флейтисткой Сарой Посселл), камерного ансамбля Иоахим (руководитель — пианистка Бланш Иоахим) и др. В то же время она не чуралась и работы в оркестре, в 1932 году оказавшись единственной женщиной в составе Бруклинского симфонического, а затем в 1935—1939 гг. занимая пост концертмейстера в Нью-Йоркском женском симфоническом оркестре, с которым также выступала как солистка: «Нью-Йорк Таймс» высоко оценила «зажигательное» (англ. fiery) исполнение Местечкиной концерта для скрипки с оркестром П. И. Чайковского в 1936 году в Карнеги-холле. Помимо этого, на протяжении многих лет Боос-Местечкина преподавала: сперва в семейной частной школе вместе с мужем и его братом, пианистом Леонидом Местечкиным (в прошлом возглавлявшим музыкальное училище в Житомире), а затем в нью-йоркской музыкальной школе Тёртл-Бей.